# Ellisburg (villa)
Ellisburg es una villa ubicada en el condado de Jefferson en el estado estadounidense de Nueva York. En el año 2000 tenía una población de 269 habitantes y una densidad poblacional de 103 personas por km².

## Geografía
Ellisburg se encuentra ubicada en las coordenadas 43°43′54″N 76°8′1″O / 43.73167, -76.13361.

## Demografía
Según la Oficina del Censo en 2000 los ingresos medios por hogar en la localidad eran de $39,750, y los ingresos medios por familia eran $45,313. Los hombres tenían unos ingresos medios de $31,875 frente a los $20,000 para las mujeres. La renta per cápita para la localidad era de $20,000. Alrededor del 21.6% de la población estaban por debajo del umbral de pobreza.